# Vitória Futebol Clube
Il Vitória Futebol Clube, internazionalmente noto - sebbene impropriamente - come Vitória Setúbal, è una società polisportiva portoghese, fondata a Setúbal nel 1910. La sua sezione più nota, quella calcistica, milita dal 2024 nella 2ª Divisão AF Setúbal, facente parte dei Campeonatos Distritais, quinto livello del campionato portoghese di calcio.
Disputa le sue partite casalinghe nell'Estádio do Bonfim, capace di contenere 18.694 spettatori. Nel suo palmarès figurano tre Coppe di Portogallo e una Coppa di Lega portoghese.

## Storia
Il club viene fondato il 20 novembre 1910 a Setúbal e, non esistendo ancora un campionato nazionale, comincia a giocare a livello locale, prima nel torneo di Lisbona, poi in quello di Setúbal. Nel 1934 è comunque una delle squadre che partecipano alla prima edizione del neonato campionato portoghese, dal quale viene retrocesso tre anni dopo. Risale al 1943 il raggiungimento della prima finale di Coppa, persa però per 5-1 contro il Benfica; in questo periodo Francisco Rodrigues è per due volte capocannoniere in Primeira Divisão. Il Vitória raggiunge nuovamente la finale di Coppa anche nelle edizioni 1953-1954 e 1961-1962, ma viene battuto rispettivamente de Sporting Lisbona e Benfica. Grazie al fatto che le Aquile sono Campioni d'Europa in carica il Vitória accede comunque alla Coppa delle Coppe 1962-1963, venendo però subito sconfitto dal Saint-Étienne; intanto era stato da poco inaugurato l'Estádio do Bonfim.
Il club conquista nel 1965 il primo successo: affronta nuovamente il Benfica nella finale della Taça de Portugal 1964-1965 ma questa volta vince per 3-1, e fa il bis anche due anni dopo, sconfiggendo questa volta l'Académica per 3-2. In questo periodo c'è in rosa anche Jacinto João e le prestazioni migliorano anche in campionato, fino al raggiungimento dell'apice, il secondo posto nella Primeira Divisão 1971-1972. Contemporaneamente viene raggiunto il terzo turno in Coppa UEFA, ma va meglio l'anno successivo, quando vengono raggiunti i quarti (eliminando anche Fiorentina e Inter durante il cammino); lo stesso traguardo viene archiviato anche nel 1973-1974, e stavolta a cadere è il Leeds Utd.
La situazione cambia però nella seconda metà degli anni Settanta, quando il club finisce sovente nella metà inferiore delle graduatorie, fino a retrocedere al termine della Primeira Divisão 1985-1986. Dopo un quindicennio con frequenti cambi di divisione e il titolo di miglior marcatore per Rashidi Yekini, il Vitória raggiunge il quinto posto nel campionato 1999-2000. Questo consente anche una fugace partecipazione alla Coppa UEFA 1999-2000, nella quale i portoghesi sono nettamente battuti dalla Roma e ritornano al secondo livello al termine della stagione.
Una nuova Coppa viene vinta nel 2004-2005, e così i lusitani partecipano alla Coppa UEFA 2005-2006 dove vengono però eliminati al secondo turno dalla Sampdoria. Partecipano anche alla Supercoppa, così come nella stagione successiva grazie ad una nuova finale di Coppa raggiunta, ma non arrivano vittorie. Viene invece conquistato un nuovo trofeo, la Taça da Liga 2007-2008, dopo la vittoria con lo Sporting, e arriva ad una nuova finale nella Taça da Liga 2017-2018, che viene non però vinta.
Dopo diversi anni di centroclassifica, nel 2019-20 vengono retrocessi in Segunda liga.

## Strutture

### Stadio
Il club disputa le sue partite casalinghe nell'Estádio do Bonfim, che si trova a Setúbal e che può contenere 18.694 spettatori. È stato inaugurato il 16 settembre 1962.

## Società

### Altre sezioni della polisportiva
Oltre alla sezione di calcio sono presenti anche le sezioni di aikidō, pallamano, atletica leggera, beach soccer, calcio a 5, ginnastica, judo, karate. kickboxing, rugby, taekwondo, ping-pong e trail running

## Allenatori e presidenti
Di seguito è riportata la lista degli allenatori che si sono succeduti alla guida del club nella sua storia.
- 1959-1960  Severiano Correia
- 1961-1962  Fernando Vaz
- 1962-1963  Filpo Núñez
- 1964-1969  Fernando Vaz
- 1969-1973  Bernardino Pedroto
- 1973-1974  Bernardino Pedroto,  José Augusto
- 1974-1975  José Augusto
- 1975-1976  Mário Lino
- 1976-1977  Fernando Vaz
- 1979-1980  Jimmy Hagan
- 1982-1984  Manuel Oliveira
- 1986-1988  Malcolm Allison
- 1987-1988  Stuart Baxter
- 1988-1990  Manuel Fernandes
 José Romão (1 lug.-2 dic.)
- 1990-1991  Quinito
- 1991-1994  Raul Águas
- 1994-1995  Félix Mourinho
- 1996-1997  Felix Mourinho
 Mário Reis,  Manuel Fernandes (1 lug.-31 dic.)
- 1997-1998  Manuel Fernandes,  Carlos Cardoso
- 1998-2000  Carlos Cardoso
- 2000-2001  Jorge Jesus
- 2001-2002  Jorge Jesus (1 lug.-20 gen.)
 Luís Campos (27 gen.-30 giu.)
- 2002-2003  Luis Campos (1 lug.-22 feb.)
 Diamantino (9 feb.-1 mar.)
 Carlos Cardoso (16 mar.-30 giu.)
- 2004-2005  José Couceiro (1 lug.-31 gen.)
 José Rachão (7 feb.-30 giu.)
- 2005-2006  Norton Matos (1 lug.-18 dic.)
 Hélio Sousa (19 dic.-30 giu.)
- 2006-2007  Hélio Sousa (1 lug.-16 set.)
 Toni Conceição (17 set.-12 dic.)
 Carlos Cardoso (13 dic.-30 giu.)
- 2007-2008  Carlos Carvalhal
- 2008-2009  Daúto Faquirá (1 lug.-16 gen.)
 Carlos Cardoso (16 gen.-30 giu.)
- 2009-2010  Carlos Azenha (1 lug.-14 set.)
 Quim (15 sett.-20 ott.)
 Manuel Fernandes (21 ott.-30 giu.)
- 2010-2011  Manuel Fernandes
- 2011-2012  Bruno Ribeiro (1 lug.-14 feb.)
 José Mota (15 feb.-30 giu.)
- 2012-2013  José Mota (1 lug.-7 ott.)
 José Couceiro (8 ott.-30 giu.)
- 2014-2015  Domingos Paciência (1 lug.-19 gen.)
 Bruno Ribeiro (21 gen.-30 giu.)
- 2015-2016  Quim Machado
- 2016-2018  José Couceiro
- 2018-2019  Lito Vidigal
 Sandro Mendes (9 feb.-30 giu.)
- 2019-2020  Sandro Mendes (1 lug.-27 ott.)
 Albert Meyong (28 ott.-10 nov.)
 Julio Velázquez (11 nov.-)

## Calciatori

### Capocannonieri del campionato
- 1943-1944  Francisco Rodrigues (28 reti)
- 1944-1945  Francisco Rodrigues (21 reti)
- 1993-1994  Rashidi Yekini (21 reti)

## Palmarès

### Competizioni nazionali
- Coppa del Portogallo: 3

1964-1965, 1966-1967, 2004-2005
- Coppa di Lega portoghese: 1

2007-2008
- Taça Ribeiro dos Reis: 3

1962-1963, 1968-1969, 1969-1970
- Liga de Honra: 2

II Liga: 1937-1938
II Divisão de Honra: 1986-1987

### Competizioni regionali
- Campionato di Setúbal: 12

1927-1928, 1928-1929, 1931-1932, 1932-1933, 1933-1934, 1934-1935, 1935-1936, 1936-1937, 1943-1944, 1944-1945, 1945-1946, 1946-1947
- Campionato di Lisbona: 2

1923-1924, 1926-1927
- Segunda Divisão (Lisbona): 3

1916-1917, 1921-1922, 1925-1926

### Competizioni internazionali
- Pequeña Copa del Mundo: 1

1970
- Coppa Latina Mediterranea: 1

2005

### Altri piazzamenti
- Campionato portoghese:

Secondo posto: 1971-1972
Terzo posto: 1969-1970, 1972-1973, 1973-1974
- Coppa del Portogallo:

Finalista: 1927, 1942-1943, 1953-1954, 1961-1962, 1965-1966, 1967-1968, 1972-1973, 2005-2006
Semifinalista: 1928, 1929, 1931, 1933, 1934, 1944-1945, 1948-1949, 1956-1957, 1970-1971, 1975-1976, 1994-1995, 1998-1999, 2007-2008
- Taça Ribeiro dos Reis:

Finalista: 1966-1967
- Coppa di Lega portoghese:

Finalista: 2017-2018
Semifinalista: 2016-2017
- Liga de Honra:

Secondo posto: 1995-1996, 2003-2004
Terzo posto: 1992-1993, 2000-2001
- Supercoppa di Portogallo:

Finalista: 2005, 2006

## Statistiche e record

### Partecipazione ai campionati e ai tornei internazionali

#### Campionati nazionali
Dalla stagione 1934-1935 alla 2019-2020 il club ha ottenuto le seguenti partecipazioni ai campionati nazionali:
| Livello   | Categoria                             | Partecipazioni | Debutto   | Ultima stagione | Totale |
| --------- | ------------------------------------- | -------------- | --------- | --------------- | ------ |
| 1º        | Primeira Divisão / Primeira Liga      | 72             | 1934-1935 | 2019-2020       | 72     |
| 2º o inf. | Segunda Divisão o divisioni inferiori | 14             | 1937-1938 | 2003-2004       | 14     |

#### Tornei internazionali
Alla stagione 2019-2020 il club ha ottenuto le seguenti partecipazioni ai tornei internazionali:
| Categoria                     | Partecipazioni | Debutto   | Ultima stagione |
| ----------------------------- | -------------- | --------- | --------------- |
| Coppa delle Coppe             | 3              | 1962-1963 | 1967-1968       |
| Coppa UEFA/UEFA Europa League | 8              | 1971-1972 | 2008-2009       |

### Statistiche individuali
Il giocatore con più presenze nelle competizioni europee è Jacinto João a quota 25, mentre il miglior marcatore è José Torres con 9 gol.

### Statistiche di squadra
A livello internazionale la miglior vittoria è per 6-1, ottenuta contro lo Zagłębie Sosnowiec nel primo turno della Coppa UEFA 1972-1973, mentre la peggior sconfitta è il 7-0 subito contro la Roma nel primo turno della Coppa UEFA 1999-2000.